# Kirghizistan ai Giochi della XXXI Olimpiade
Il Kirghizistan ha partecipato ai Giochi della XXXI Olimpiade che si sono svolti a Rio de Janeiro, Brasile, dal 5 al 21 agosto 2016, con una delegazione di diciannove atleti impegnati in sei discipline. Portabandiera alla cerimonia di apertura è stato il pugile Erkin Adylbek uulu, alla sua prima Olimpiade.
Si tratta della sesta partecipazione ai Giochi olimpici estivi. Non sono state conquistate medaglie. In effetti Izzat Artykov era giunto terzo nel sollevamento pesi, ma in seguito è stato squalificato per doping e la medaglia è stata revocata.